# Chariot cavalier
Un chariot cavalier, également appelé chariot gerbeur ou portique automoteur, est un portique de manutention de conteneurs qui est roulant et automobile. 
C'est un véhicule terrestre lourd, de haute taille (jusqu'à plus de 15 m), monté sur des pneumatiques et mû par un moteur thermique diesel ou électrique, qui est utilisé sur un terminal conteneur portuaire et se positionne au-dessus d'un conteneur, en l’enjambant, pour l’agripper, le soulever (jusqu'à 16 m de haut), le déplacer et le déposer, éventuellement au-dessus de un à trois autres conteneurs (gerbage),. Les chariots cavaliers sont pilotés par des dockers. Ils peuvent soulever des conteneurs d'un poids maximal d'une soixantaine de tonnes, et les déplacer à une vitesse maximale d'environ 30 km/h.

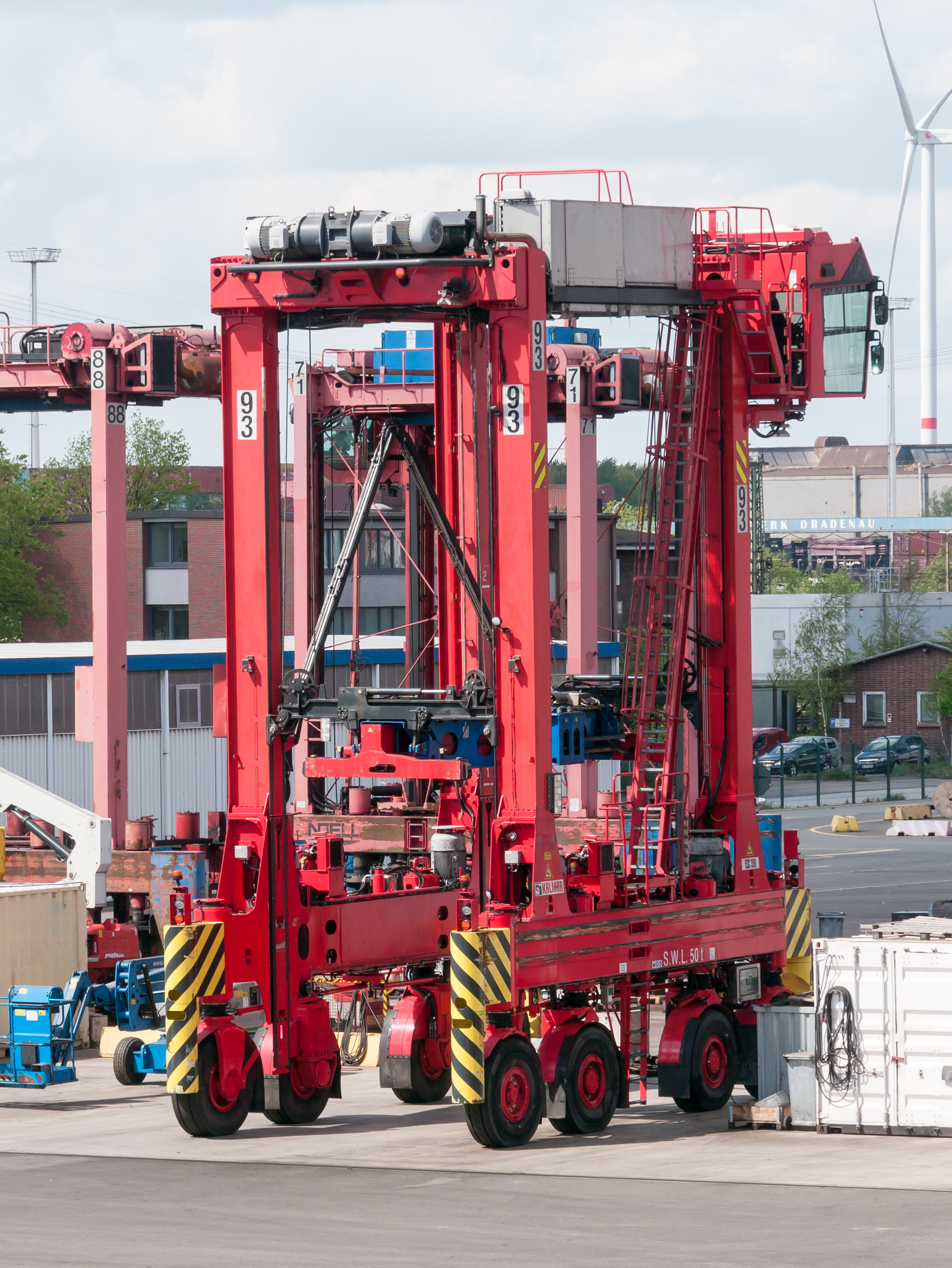
Un chariot cavalier dans le port de Hambourg